# Transportno inženjerstvo
Transportno inženjerstvo ili transportni inženjering je primena tehnologije i naučnih načela na planiranje, funkcionalni dizajn, rad i upravljanje objektima za bilo koji vid prevoza kako bi se omogućilo sigurno, efikasno, brzo, komforno, prikladno, ekonomično i ekološki kompatibilno kretanje ljudi i robe.
Planski aspekti transportnog inženjerstva odnose se na elemente urbanističkog planiranja i uključuju tehničke odluke o predviđanju i političke faktore. Tehničko predviđanje putovanja putnika obično uključuje model planiranja gradskog prevoza, koji zahteva procenu broja generiranih putovanja (broj namenskih putovanja), raspodelu putovanja (izbor destinacije, kuda putnik putuje), izbor moda (transportnog moda na koji se preduzima) i dodele ruta (ulice ili rute koje se koriste). Sofisticiranije predviđanje može uključivati i druge aspekte odluka putnika, uključujući auto vlasništvo, lanac putovanja (odluka da se pojedinačna putovanja povežu u vidu ture) i izbor stambene ili poslovne lokacije (što je poznate kao predviđanje upotrebe zemljišta). Putovanja putnika su fokus saobraćajnog inženjeringa, jer često predstavljaju vrhunac potražnje u bilo kom prevoznom sistemu.
Pregled opisa opsega različitih odbora ukazuje na to da iako planiranje i projektovanje objekata i dalje predstavljaju jezgro oblasti transportnog inženjeringa, važne su i oblasti kao što su planiranje operacija, logistika, analiza mreže, finansiranje i analiza politike, posebno za one koji rade na autoputevima i gradskom prevozu. Nacionalno veće ispitivača za inženjerstvo i geodetske radove (NCEES) onlajn navodi bezbednosne protokole, zahteve za geometrijski dizajn i sinhronizaciju signala.
Transportni inženjering, pre svega, uključuje planiranje, projektovanje, izgradnju, održavanje i rad transportnih objekata. Obuhvaćeni objekti podržavaju vazdušni saobraćaj, autoputeve, železnice, cevovode, vodeni, pa čak i svemirski prevoz. Dizajnerski aspekti transportnog inženjeringa uključuju dimenzioniranje transportnih objekata (koliko traka ili koliki kapacitet ima objekt), određivanje materijala i debljine koja se koristi u kolovoznom projektovanju geometrije (vertikalno i horizontalno poravnanje) kolovoza (ili staze).
Pre bilo kakvog planiranja inženjer mora izvršiti ono što je poznato kao popis područja ili, ako je prikladno, prethodni postojeći sistem. Ovaj inventar ili baza podataka mora da sadrži informacije o stanovništvu, korišćenju zemljišta, ekonomskoj aktivnosti, transportnim objektima i uslugama, obrascima i obimu putovanja, zakonima i uredbama, regionalnim finansijskim resursima, i vrednostima i očekivanjima zajednice. Ove zalihe pomažu inženjeru da stvori poslovne modele kako bi ispunio tačne prognoze budućih stanja sistema.
Operacija i upravljanje uključuju saobraćajni inženjering, tako da se vozila nesmetano kreću cestom ili stazom. Starije tehnike uključuju znakove, signale, oznake i putarinu. Novije tehnologije uključuju inteligentne transportne sisteme, uključujući napredne informacione sisteme za putnike (poput znakova sa promenljivom porukom), napredne sisteme za kontrolu saobraćaja (poput prilaznih brojača) i integraciju vozne infrastrukture. Ljudski faktori su aspekt saobraćajnog inženjerstva, posebno u pogledu sučelja vozač-vozilo i korisničkog sučelja putnih znakova, signala i oznaka.

## Železničko inženjerstvo
Železnički inženjeri se bave dizajnom, konstrukcijom i radom pruga i sistema masovnog prevoza koji koriste fiksni vozni put (kao što je laki šinski sistem ili monoželeznica). Tipični zadaci uključuju određivanje horizontalnog i vertikalnog dizajna poravnanja, lokaciju i dizajn stanice i procenu troškova izgradnje. Železnički inženjeri takođe mogu da se bave specijalizovanim poljem otpreme vozova koje je usmereno na kontrolu kretanja vozova.
Železnički inženjeri rade na izgradnji čistije i sigurnije saobraćajne mreže, reinvestirajući i revitalizujući železnički sistem u skladu sa budućim zahtevima. U Sjedinjenim Državama, železnički inženjeri rade sa izabranim zvaničnicima u Vašingtonu na pitanjima železničkog saobraćaja kako bi osigurali da željeznički sistem ispunjava saobraćajne potrebe zemlje.

## Literatura
- Rogers, Martin (2002). Highway engineering. Oxford, UK: Blackwell Science. ISBN 978-0-632-05993-5.
- O'Flaherty C.A. (2002). Highways the location, design, construction and maintenance of road pavements (4th изд.). Oxford: Butterworth-Heinemann. ISBN 978-0-7506-5090-8.
- Shragge, John & Bagnato, Sharon (1984). From Footpaths to Freeways. Ontario Ministry of Transportation and Communications, Historical Committee. стр. 55. ISBN 978-0-7743-9388-1.
- Karnes, Thomas L. (2009). Asphalt and Politics: A History of the American Highway System. Jefferson, NC: McFarland & Co. стр. 131.
- Korr, Jeremy (2008). „Physical and Social Constructions of the Capital Beltway”.  Ур.: Mauch, Christof & Zeller, Thomas. 'The World Beyond the Windshield: Roads and Landscapes in the United States and Europe. Athens: Ohio University Press. стр. 195.
- Bassett, Edward M. (februar 1930). „The Freeway: A New Kind of Thoroughfare”. American City. 42: 95.
- „Chapter 2, Section 5”. Access Management Manual. Texas Department of Transportation. Архивирано из оригинала 21. 7. 2011. г.
- „Median Barriers Prove Their Worth”. Public Works. 123 (3): 72—73. mart 1992.
- Adminaite, Docile; Allsop, Richard & Jost, Graziella (mart 2015). Ranking EE Progress on Improving Motorway Safety (PDF). European Transport Safety Council. PIN Flash Report 28. Приступљено 4. 7. 2018.
- Traffic Safety Basic Facts 2017: Motorways (PDF). European Road Safety Observatory. European Road Safety Observatory. jun 2017. Приступљено 4. 7. 2018.
- Albalate, Daniel; Bel, Germà (2012). „Motorways, tolls and road safety: Evidence from Europe”. Series. 3 (4): 457—473. doi:10.1007/s13209-011-0071-6 .
- Olsen, Jonathan R.; Mitchell, Richard; MacKay, Daniel F.; Humphreys, David K.; Ogilvie, David (2016). „Effects of new urban motorway infrastructure on road traffic accidents in the local area: A retrospective longitudinal study in Scotland”. Journal of Epidemiology and Community Health. 70 (11): 1088—1095. PMC 5541177 . PMID 27279082. doi:10.1136/jech-2016-207378.
- Montella, Alfonso; Imbriani, Lella Liana; Marzano, Vittorio; Mauriello, Filomena (2015). „Effects on speed and safety of point-to-point speed enforcement systems: Evaluation on the urban motorway A56 Tangenziale di Napoli”. Accident Analysis & Prevention. 75: 164—178. PMID 25482322. doi:10.1016/j.aap.2014.11.022.
- Mahmood, Adnan; Siddiqui, Sarah Ali; Sheng, Quan Z.; Zhang, Wei Emma; Suzuki, Hajime; Ni, Wei (јун 2022). „Trust on wheels: Towards secure and resource efficient IoV networks”. Computing (на језику: енглески). 104 (6): 1337—1358. ISSN 0010-485X. doi:10.1007/s00607-021-01040-7.
- „Reducing delay due to traffic congestion. [Social Impact]. ITS. The Intelligent Transportation Systems Centre and Testbed.”. SIOR, Social Impact Open Repository. Архивирано из оригинала 2017-09-05. г. Приступљено 2017-09-05.
- Monahan, Torin (2007). „"War Rooms" of the Street: Surveillance Practices in Transportation Control Centres” (PDF). The Communication Review. 10 (4): 367—389. CiteSeerX 10.1.1.691.8788 . S2CID 44101831. doi:10.1080/10714420701715456. Архивирано (PDF) из оригинала 2022-10-10. г.
- „Frequently Asked Questions”. Intelligent Transportation Systems Joint Program Office. United States Department of Transportation. Приступљено 10. 11. 2016.
- Ben-Gal, I., Weinstock, S., Singer, G., & Bambos, N. (2019). „Clustering Users by Their Mobility Behavioral Patterns” (PDF). ACM Transactions on Knowledge Discovery from Data (TKDD), 13(4), 45. Архивирано из оригинала (PDF) 14. 10. 2019. г. Приступљено 01. 07. 2023.
- „GPS satellite navigation”. 2017-01-12.
- Ahmed, Hazem; EL-Darieby, Mohamed; Abdulhai, Baher; Morgan, Yasser (2008-01-13). „Bluetooth- and Wi-Fi-Based Mesh Network Platform for Traffic Monitoring”. Transportation Research Board 87th Annual Meeting. Архивирано из оригинала 01. 07. 2023. г. Приступљено 01. 07. 2023.
- Tyagi, V., Kalyanaraman, S., Krishnapuram, R. (2012). „Vehicular Traffic Density State Estimation Based on Cumulative Road Acoustics”. IEEE Transactions on Intelligent Transportation Systems. 13 (3): 1156—1166. S2CID 14434273. doi:10.1109/TITS.2012.2190509.
- „Comparison of Stopped Vehicle Detection (SVD) Technologies for Smart Motorway Applications”. Ogier Electronics. Приступљено 4. 5. 2020.
- „Smart motorway evidence stocktake and action plan”. GOV.UK (на језику: енглески). Приступљено 2020-04-12.
- Ramirez-Guerrero, Tomas; Toro, Mauricio; Villegas López, Gustavo; Castañeda, Leonel (2022). Functional Requirements for Management and Control of Public Transportation Vehicles, Applied to Sustainable Mobility in Medium-Sized Cities. Communication, Smart Technologies and Innovation for Society. Smart Innovation, Systems and Technologies. Smart Innovation, Systems and Technologies. 252. стр. 673—683. ISBN 978-981-16-4125-1. doi:10.1007/978-981-16-4126-8_60. Приступљено 23. 5. 2022.
- Ramirez-Guerrero, T; Toro, M; Villegas López, G A; Castañeda, L F (2020). „Low-cost computational systems applied to physical architectures in public transportation systems of intermediate cities”. Journal of Physics: Conference Series. 1702: 012018. doi:10.1088/1742-6596/1702/1/012018 .
- Ramirez-Guerrero, Tomas; Toro, Mauricio; Tabares, Marta S.; Salazar-Cabrera, Ricardo; Pachón de la Cruz, Álvaro (2022). „Key Aspects for IT-Services Integration in Urban Transit Service of Medium-Sized Cities: A Qualitative Exploratory Study in Colombia”. Sustainability. 14 (5): 2478. doi:10.3390/su14052478 .

## Spoljašnje veze
- „ITS World Congress”. Promotional web site. Приступљено 10. 11. 2016.
- „Introducing the Network of National ITS Associations!”. Promotional web site. Приступљено 10. 11. 2016.